# Schüttkau

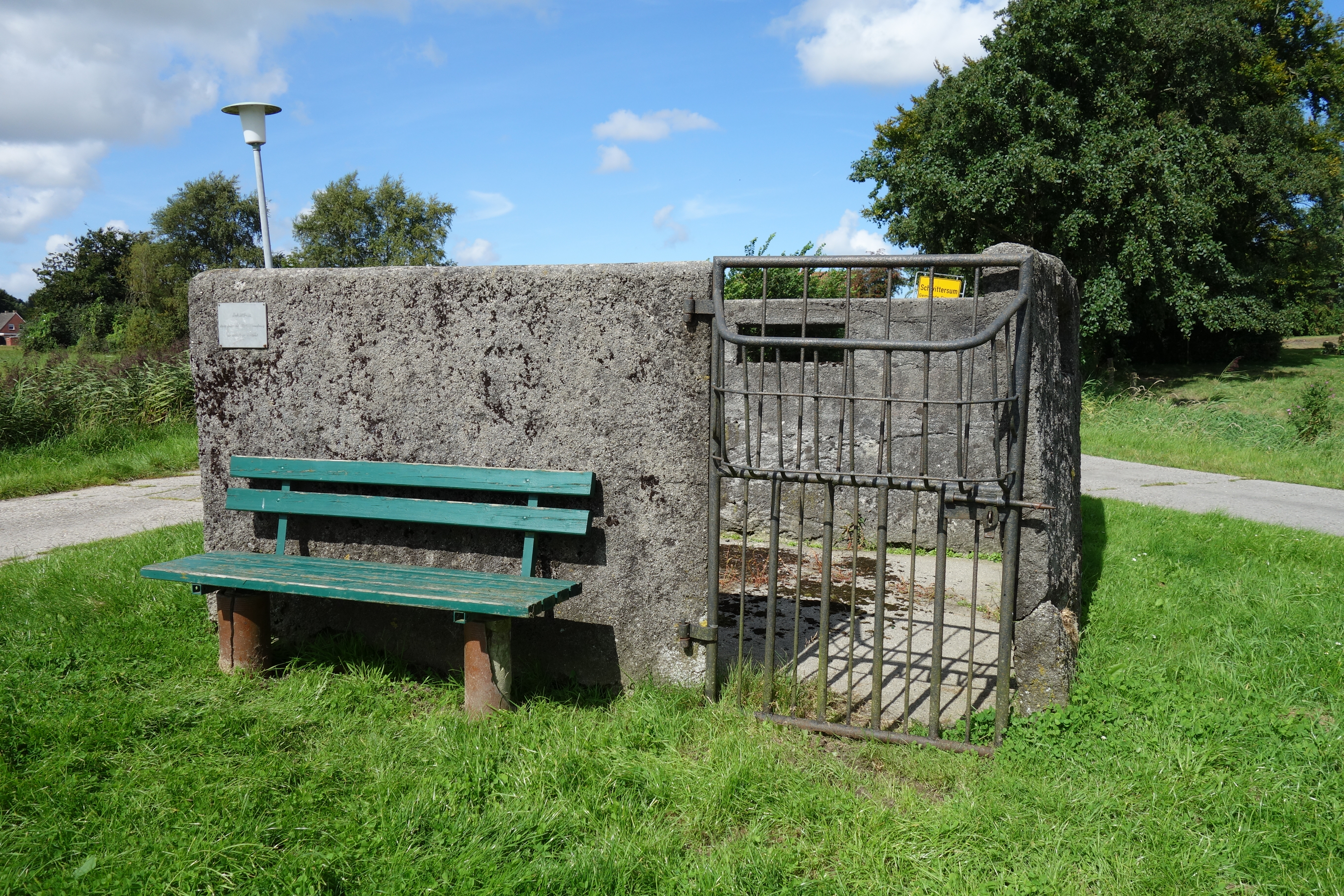
Schüttkau in Schwittersum

Schüttkau ist die ostfriesische Bezeichnung für Pferch. 
Die großflächigen Weiden im Marschland von Ostfriesland waren früher nur durch Bäche und Entwässerungsgräben begrenzt. Aus diesem Grund kam es vor, dass Vieh entlaufen konnte. Der Finder brachte das Tier zum Schüttkau, wo der Halter es dann abholen konnte.
Ein Beispiel dieses dachlosen Bauwerks aus verputztem Mauerziegel kann in Schwittersum, einem Ortsteil der Gemeinde Dornum, besichtigt werden.